# Incognito-diszkográfia
Ez a diszkográfia az Incognito nevű brit jazz együttes kiadott lemezeit tartalmazza.

## Albumok

### Stúdióalbumok
| Év                                                                    | Album megjelenés | Legmagasabb slágerlistás helyezés | Legmagasabb slágerlistás helyezés | Legmagasabb slágerlistás helyezés | Legmagasabb slágerlistás helyezés | Legmagasabb slágerlistás helyezés | Legmagasabb slágerlistás helyezés | Legmagasabb slágerlistás helyezés | Legmagasabb slágerlistás helyezés | Legmagasabb slágerlistás helyezés |
| Év                                                                    | Album megjelenés | AUT                               | GER                               | NLD                               | SWI                               | UK                                | US Indie                          | US Jazz                           | US R&B                            | US 200                            |
| --------------------------------------------------------------------- | --- | --------------------------------- | --------------------------------- | --------------------------------- | --------------------------------- | --------------------------------- | --------------------------------- | --------------------------------- | --------------------------------- | --------------------------------- |
| 1981                                                                  | Jazzfunk - Megjelenés: 1981 - Label: Ensign Encore/Chrysalis/EMI (0946 3 21953 2 6) - Formátum: LP, CD, MC           | —                                 | —                                 | —                                 | 28                                | 28                                | —                                 | —                                 | —                                 | —                                 |
| 1991                                                                  | Inside Life - Megjelent: 1991 - Label: Talkin' Loud/Mercury/PolyGram (848 546) - Formátum: LP, CD, MC                | —                                 | —                                 | 42                                | —                                 | 44                                | —                                 | —                                 | —                                 | —                                 |
| 1992                                                                  | Tribes, Vibes and Scribes - Megjelent: 1992 - Label: Talkin' Loud/Verve/PolyGram (512 363) - Formátum: LP, CD, MC    | 37                                | 98                                | 49                                | 20                                | 41                                | —                                 | 5                                 | 74                                | —                                 |
| 1993                                                                  | Positivity - Megjelent: 1993. november 15. - Label: Talkin' Loud/Verve/PolyGram (518 260) - Formátum: LP, CD, MC     | —                                 | —                                 | —                                 | 37                                | 55                                | —                                 | 3                                 | 54                                | —                                 |
| 1995                                                                  | 100° and Rising - Megjelent: 1995 - Label: Talkin' Loud/Verve/PolyGram (528 000) - Formátum: LP, CD, MC              | 35                                | 64                                | 72                                | 9                                 | 11                                | —                                 | 2                                 | 29                                | 149                               |
| 1996                                                                  | Beneath the Surface - Megjelent: 1996 - Label: Talkin' Loud/Verve/PolyGram (534 071) - Formátum: LP, CD, MC          | —                                 | —                                 | —                                 | 41                                | —                                 | —                                 | 2                                 | —                                 | —                                 |
| 1999                                                                  | No Time like the Future - Megjelent: 1999 - Label: Talkin' Loud/Blue Thumb/Universal (538 947) - Formátum: LP, CD    | —                                 | —                                 | —                                 | 47                                | —                                 | —                                 | 4                                 | —                                 | —                                 |
| 2001                                                                  | Life, Stranger than Fiction - Megjelent: 2001 - Label: Talkin' Loud/Blue Thumb/Universal (586 085) - Formátum: CD    | —                                 | —                                 | —                                 | 76                                | —                                 | —                                 | —                                 | —                                 | —                                 |
| 2002                                                                  | Who Needs Love - Megjelent: 2002 - Label: Dôme (#DOME39) - Formátum: LP, CD                                          | —                                 | —                                 | —                                 | —                                 | —                                 | —                                 | 7                                 | 74                                | —                                 |
| 2004                                                                  | Adventures in Black Sunshine - Megjelent: 2004 - Label: Rice/Narada/Virgin/EMI (7243 5 70863 2 5) - Formátum: LP, CD | —                                 | 97                                | —                                 | —                                 | —                                 | —                                 | 8                                 | 47                                | —                                 |
| 2005                                                                  | Eleven - Megjelent: 2005 - Label: Rice/Narada/Virgin/EMI (0946 3 31897 2 0) - Formátum: LP, CD, MC                   | —                                 | —                                 | —                                 | —                                 | —                                 | —                                 | 2                                 | 52                                | —                                 |
| 2006                                                                  | Bees + Things + Flowers - Megjelent: 2006 - Label: Dôme (#DOME74) - Formátum: LP, CD, MC                             | —                                 | —                                 | —                                 | —                                 | —                                 | —                                 | 8                                 | —                                 | —                                 |
| 2008                                                                  | Tales from the Beach - Megjelent: 2008 - Label: Dôme (#DOME93 - Formátum: LP, CD, MC                                 | —                                 | —                                 | —                                 | —                                 | —                                 | 38                                | 5                                 | 26                                | —                                 |
| 2010                                                                  | Transatlantic R.P.M. - Megjelent: 2010 - Label: Dôme (#DOME306 - Formátum: LP, CD, MC                                | —                                 | —                                 | —                                 | —                                 | —                                 | —                                 | 7                                 | 50                                | —                                 |
| 2012                                                                  | Surreal - Megjelent: 2012 - Label: Shanachie - Formátum: CD                                                          | —                                 | —                                 | —                                 | —                                 | —                                 | —                                 | 6                                 | 57                                | —                                 |
| 2014                                                                  | Amplified Soul - Megjelent: 2014 - Label: Shanachie - Formátum: CD                                                   | —                                 | —                                 | —                                 | —                                 | 96                                | —                                 | 2                                 | 31                                | —                                 |
| 2016                                                                  | In Search of Better Days - Megjelent: 2016 - Label: earMusic - Formátum: CD                                          | —                                 | —                                 | —                                 | 60                                | —                                 | —                                 | —                                 | —                                 | —                                 |
| "—" nem volt slágerlistás helyezés, vagy nem jelent meg az országban. | |                                   |                                   |                                   |                                   |                                   |                                   |                                   |                                   |                                   |

### Válogatás albumok
| Év                                                                    | Album megjelenés                                                                                        | Legjobb slágerlistás helyezés | Legjobb slágerlistás helyezés | Legjobb slágerlistás helyezés | Legjobb slágerlistás helyezés | Legjobb slágerlistás helyezés | Legjobb slágerlistás helyezés | Legjobb slágerlistás helyezés | Legjobb slágerlistás helyezés | Legjobb slágerlistás helyezés |
| Év                                                                    | Album megjelenés                                                                                        | AUT                           | GER                           | NLD                           | SWI                           | UK                            | US Indie                      | US Jazz                       | US R&B                        | US 200                        |
| --------------------------------------------------------------------- | --- | ----------------------------- | ----------------------------- | ----------------------------- | ----------------------------- | ----------------------------- | ----------------------------- | ----------------------------- | ----------------------------- | ----------------------------- |
| 1997                                                                  | Blue Moods - Megjelent: 1997 - Label: Talkin' Loud (#543783) - Formátum: CD                             | —                             | —                             | —                             | —                             | —                             | —                             | —                             | —                             | —                             |
| 1998                                                                  | The Best of Incognito (Japán megjelenés) - Megjelent: 1998 - Label: - Formátum: CD                      | —                             | —                             | —                             | —                             | —                             | —                             | —                             | —                             | —                             |
| 2000                                                                  | The Best of Incognito - Megjelent: 2000 - Label: Talkin' Loud (#548283) - Formátum: CD                  | —                             | —                             | —                             | —                             | —                             | —                             | 13                            | —                             | —                             |
| 2005                                                                  | Let the Music Play - Megjelent: 2005 - Label: Universal Music Classics & Jazz (#9828791) - Formátum: CD | —                             | —                             | —                             | —                             | —                             | —                             | —                             | —                             | —                             |
| 2006                                                                  | The Millennium Collection: The Best Of - Released: 2006 - Label: Hip-O (#B006125) - Formátum: CD        | —                             | —                             | —                             | —                             | —                             | —                             | —                             | —                             | —                             |
| "—" nem volt slágerlistás helyezés, vagy nem jelent meg az országban. | |                               |                               |                               |                               |                               |                               |                               |                               |                               |

### Remix albumok
| Év                                                                    | Album megjelenés | Legmagasabb slágerlistás helyezés | Legmagasabb slágerlistás helyezés | Legmagasabb slágerlistás helyezés | Legmagasabb slágerlistás helyezés | Legmagasabb slágerlistás helyezés | Legmagasabb slágerlistás helyezés | Legmagasabb slágerlistás helyezés | Legmagasabb slágerlistás helyezés | Legmagasabb slágerlistás helyezés |
| Év                                                                    | Album megjelenés | AUT                               | GER                               | NLD                               | SWI                               | UK                                | US Indie                          | US Jazz                           | US R&B                            | US 200                            |
| --------------------------------------------------------------------- | --- | --------------------------------- | --------------------------------- | --------------------------------- | --------------------------------- | --------------------------------- | --------------------------------- | --------------------------------- | --------------------------------- | --------------------------------- |
| 1996                                                                  | Remixed - Megjelent: 1996 - Label: Talkin' Loud/Mercury/PolyGram (532 039) - Formátum: LP, CD                                       | —                                 | —                                 | —                                 | —                                 | 56                                | —                                 | —                                 | —                                 | —                                 |
| 2000                                                                  | Future Remixed - Megjelent: 2000 - Label: Talkin' Loud/Verve/PolyGram (546990) - Formátum: LP, CD                                   | —                                 | —                                 | —                                 | —                                 | —                                 | —                                 | —                                 | —                                 | —                                 |
| 2001                                                                  | EP - Life, Stranger Than Fiction: Remixes - Megjelent: 2001 - Label: Talkin' Loud/Blue Thumb/Universal (588 847) - Formátum: LP, CD | —                                 | —                                 | —                                 | —                                 | —                                 | —                                 | —                                 | —                                 | —                                 |
| 2003                                                                  | Love X Love: Who Needs Love Remixes - Megjelent: 2003 - Label: Pony Canyon (#PCCY01656) - Formátum: LP, CD                          | —                                 | —                                 | —                                 | —                                 | —                                 | —                                 | —                                 | —                                 | —                                 |
| 2005                                                                  | Feed Your Soul: Remixed with Rice Artists - Megjelent: 2005 - Label: Edel/Pony Canyon (#LSP01702) - Formátum: LP, CD                | —                                 | —                                 | —                                 | —                                 | —                                 | —                                 | —                                 | —                                 | —                                 |
| 2008                                                                  | More Tales: Remixed with Rice Artists - Megjelent: 2008 - Label: Dôme (#DOME96) - Formátum: LP, CD                                  | —                                 | —                                 | —                                 | —                                 | —                                 | —                                 | —                                 | —                                 | —                                 |
| "—" nem volt slágerlistás helyezés, vagy nem jelent meg az országban. | |                                   |                                   |                                   |                                   |                                   |                                   |                                   |                                   |                                   |

### Live albumok
| Év   | Album megjelenés                                                                                                 |
| ---- | --- |
| 1997 | Last Night in Tokyo - Megjelent: 1997 - Label: Talkin' Loud 1555 - Formátum: CD                                  |
| 2010 | Live in London: The 30th Anniversary Concert - Megjelent: 2010 - Label: In-Akustik - Formátum: CD                |
| 2015 | Live in London: The 35th Anniversary Show - Megjelent: 2015 - Label: earMusic - Formátum: CD, digitális letöltés |

### Kislemezek
| Év                                                                    | Album megjelenés                           | Legmagasabb slágerlistás helyezés | Legmagasabb slágerlistás helyezés | Legmagasabb slágerlistás helyezés | Legmagasabb slágerlistás helyezés | Legmagasabb slágerlistás helyezés | Legmagasabb slágerlistás helyezés | Legmagasabb slágerlistás helyezés | Legmagasabb slágerlistás helyezés | Legmagasabb slágerlistás helyezés | Album                               |
| Év                                                                    | Album megjelenés                           | AUT                               | GER                               | IRL                               | NLD                               | SWI                               | UK                                | US DCS                            | US DSS                            | US R&B                            | Album                               |
| --------------------------------------------------------------------- | ------------------------------------------ | --------------------------------- | --------------------------------- | --------------------------------- | --------------------------------- | --------------------------------- | --------------------------------- | --------------------------------- | --------------------------------- | --------------------------------- | ----------------------------------- |
| 1980                                                                  | "Parisienne Girl"                          | —                                 | —                                 | —                                 | —                                 | —                                 | 73                                | —                                 | —                                 | —                                 | Jazzfunk                            |
| 1981                                                                  | "Incognito"                                | —                                 | —                                 | —                                 | —                                 | —                                 | —                                 | —                                 | —                                 | —                                 | Jazzfunk                            |
| 1981                                                                  | "North London Boy"/"Second Chance"         | —                                 | —                                 | —                                 | —                                 | —                                 | —                                 | —                                 | —                                 | —                                 | csak kislemezen                     |
| 1989                                                                  | "Today's People"                           | —                                 | —                                 | —                                 | —                                 | —                                 | —                                 | —                                 | —                                 | —                                 | csak kislemezen                     |
| 1990                                                                  | "Can You Feel Me"                          | —                                 | —                                 | —                                 | —                                 | —                                 | 96                                | —                                 | —                                 | —                                 | Inside Life                         |
| 1991                                                                  | "Always There" featuring Jocelyn Brown     | —                                 | 20                                | 25                                | 2                                 | 8                                 | 6                                 | 31                                | 17                                | —                                 | Inside Life                         |
| 1991                                                                  | "Inside Life"                              | —                                 | —                                 | —                                 | —                                 | —                                 | —                                 | —                                 | —                                 | —                                 | Inside Life                         |
| 1991                                                                  | "Crazy For You" featuring Chyna Gordon     | —                                 | 77                                | —                                 | 58                                | —                                 | 59                                | —                                 | —                                 | —                                 | Inside Life                         |
| 1992                                                                  | "Don't You Worry 'Bout A Thing"            | —                                 | 46                                | —                                 | 6                                 | —                                 | 19                                | —                                 | —                                 | —                                 | Tribes, Vibes and Scribes           |
| 1992                                                                  | "Change"                                   | —                                 | —                                 | —                                 | —                                 | —                                 | 52                                | —                                 | —                                 | —                                 | Tribes, Vibes and Scribes           |
| 1993                                                                  | "Still a Friend of Mine"                   | —                                 | —                                 | —                                 | —                                 | —                                 | 47                                | —                                 | —                                 | —                                 | Positivity                          |
| 1993                                                                  | "Givin' It Up"                             | —                                 | —                                 | —                                 | —                                 | —                                 | 43                                | —                                 | —                                 | —                                 | Positivity                          |
| 1994                                                                  | "Pieces of a Dream"                        | —                                 | —                                 | —                                 | —                                 | —                                 | 35                                | —                                 | —                                 | —                                 | Positivity                          |
| 1995                                                                  | "Everyday"                                 | —                                 | —                                 | —                                 | —                                 | —                                 | 23                                | —                                 | —                                 | —                                 | 100° and Rising                     |
| 1995                                                                  | "I Hear Your Name"                         | —                                 | —                                 | —                                 | —                                 | —                                 | 42                                | —                                 | —                                 | —                                 | 100° and Rising                     |
| 1995                                                                  | "Jacob's Ladder"                           | —                                 | —                                 | —                                 | —                                 | —                                 | —                                 | —                                 | —                                 | —                                 | 100° and Rising                     |
| 1995                                                                  | "Good Love"                                | —                                 | —                                 | —                                 | —                                 | —                                 | —                                 | —                                 | —                                 | —                                 | 100° and Rising                     |
| 1995                                                                  | "Spellbound and Speechless"                | —                                 | —                                 | —                                 | —                                 | —                                 | —                                 | —                                 | —                                 | 105                               | 100° and Rising                     |
| 1996                                                                  | "Where Did We Go Wrong?"                   | —                                 | —                                 | —                                 | —                                 | —                                 | —                                 | —                                 | —                                 | 106                               | 100° and Rising                     |
| 1996                                                                  | "Jump to My Love"/"Always There"           | —                                 | —                                 | —                                 | —                                 | —                                 | 29                                | —                                 | —                                 | —                                 | Remixed                             |
| 1996                                                                  | "Out of the Storm"                         | —                                 | —                                 | —                                 | —                                 | —                                 | 57                                | —                                 | —                                 | —                                 | Beneath the Surface                 |
| 1999                                                                  | "Black Rain"                               | —                                 | —                                 | —                                 | —                                 | —                                 | —                                 | —                                 | —                                 | —                                 | No Time like the Future             |
| 1999                                                                  | "I Can See the Future"                     | —                                 | —                                 | —                                 | —                                 | —                                 | —                                 | —                                 | —                                 | —                                 | No Time like the Future             |
| 1999                                                                  | "It Ain't Easy"                            | —                                 | —                                 | —                                 | —                                 | —                                 | —                                 | —                                 | —                                 | —                                 | No Time like the Future             |
| 1999                                                                  | "Wild & Peaceful"                          | —                                 | —                                 | —                                 | —                                 | —                                 | —                                 | —                                 | —                                 | —                                 | Future Remixed                      |
| 1999                                                                  | "Nights over Egypt"                        | —                                 | —                                 | —                                 | —                                 | —                                 | 56                                | —                                 | —                                 | —                                 | No Time like the Future             |
| 2000                                                                  | "Get into My Groove"                       | —                                 | —                                 | —                                 | —                                 | —                                 | —                                 | —                                 | —                                 | —                                 | No Time like the Future             |
| 2002                                                                  | "Can't Get You Out of My Head"             | —                                 | —                                 | —                                 | —                                 | —                                 | —                                 | —                                 | —                                 | —                                 | Who Needs Love                      |
| 2002                                                                  | "Morning Sun"                              | —                                 | —                                 | —                                 | —                                 | —                                 | —                                 | —                                 | —                                 | —                                 | Who Needs Love                      |
| 2002                                                                  | "Reach Out" (remixes)                      | —                                 | —                                 | —                                 | —                                 | —                                 | —                                 | —                                 | —                                 | —                                 | Life, Stranger Than Fiction         |
| 2003                                                                  | "On the Road"                              | —                                 | —                                 | —                                 | —                                 | —                                 | —                                 | —                                 | —                                 | —                                 | Love X Love: Who Needs Love Remixes |
| 2004                                                                  | "Listen to the Music"                      | —                                 | —                                 | —                                 | —                                 | —                                 | —                                 | —                                 | —                                 | —                                 | Adventures in Black Sunshine        |
| 2004                                                                  | "Don't Turn My Love Away"                  | —                                 | —                                 | —                                 | —                                 | —                                 | —                                 | —                                 | —                                 | —                                 | Adventures in Black Sunshine        |
| 2004                                                                  | "Everything Your Heart Desires"            | —                                 | —                                 | —                                 | —                                 | —                                 | —                                 | —                                 | —                                 | —                                 | Adventures in Black Sunshine        |
| 2005                                                                  | "The 25th Chapter"                         | —                                 | —                                 | —                                 | —                                 | —                                 | —                                 | —                                 | —                                 | —                                 | Adventures in Black Sunshine        |
| 2005                                                                  | "We Got Music"                             | —                                 | —                                 | —                                 | —                                 | —                                 | —                                 | —                                 | —                                 | —                                 | Eleven                              |
| 2005                                                                  | "Show Me Love"                             | —                                 | —                                 | —                                 | —                                 | —                                 | —                                 | —                                 | —                                 | —                                 | Eleven                              |
| 2005                                                                  | "Always There" (re-issue)                  | —                                 | —                                 | —                                 | —                                 | —                                 | —                                 | —                                 | —                                 | —                                 | Let the Music Play                  |
| 2005                                                                  | "Don't You Worry 'bout a Thing" (re-issue) | —                                 | —                                 | —                                 | —                                 | —                                 | —                                 | —                                 | —                                 | —                                 | Let the Music Play                  |
| 2006                                                                  | "Listen to the Music" (remix)              | —                                 | —                                 | —                                 | —                                 | —                                 | —                                 | —                                 | —                                 | —                                 | Feed Your Soul: Remixed             |
| 2007                                                                  | "This Thing Called Love" (remix)           | —                                 | —                                 | —                                 | —                                 | —                                 | —                                 | —                                 | —                                 | —                                 | Adventures in Black Sunshine        |
| 2007                                                                  | "That's the Way of the World"              | —                                 | —                                 | —                                 | —                                 | —                                 | —                                 | —                                 | —                                 | —                                 | csak kislemezen                     |
| 2008                                                                  | "I've Been Waiting"                        | —                                 | —                                 | —                                 | —                                 | —                                 | —                                 | —                                 | —                                 | —                                 | Tales From The Beach                |
| 2009                                                                  | "Happy People"                             | —                                 | —                                 | —                                 | —                                 | —                                 | —                                 | 24                                | —                                 | —                                 | Tales From The Beach                |
| 2010                                                                  | "Lowdown"                                  | —                                 | —                                 | —                                 | —                                 | —                                 | —                                 | —                                 | —                                 | —                                 | Transatlantic R.P.M.                |
| 2010                                                                  | "1975"                                     | —                                 | —                                 | —                                 | —                                 | —                                 | —                                 | —                                 | —                                 | —                                 | Transatlantic R.P.M.                |
| "—" nem volt slágerlistás helyezés, vagy nem jelent meg az országban. |                                            |                                   |                                   |                                   |                                   |                                   |                                   |                                   |                                   |                                   |                                     |